# 忍海漢人
忍海漢人（おしみのあやひと）とは大和時代に朝鮮半島から渡ってきた渡来人集団漢人（あやひと）の一つ。鍛冶技術に秀でていた。
忍海郡に集落を形成していた事を名の由来とする。彼らの集落の跡は、現代では脇田遺跡を中心とした忍海群というグループに位置づけられている。

## 起源
『日本書紀』神功皇后摂政五年三月己酉条によると、新羅から日本に質として送られていた微叱許智伐旱が、朝貢する使者に託した新羅王の策に従い、神功皇后に虚言を呈して新羅に一時帰国することになり、それに伴って葛城襲津彦が新羅に遣わされた。ところが対馬に至ったところで微叱許智伐旱は別の船で逃げた。欺されたことに気づいた葛城襲津彦は、新羅の使者を殺し、新羅に至り踊輪津にやどり、草羅城（さわらのさし）を攻撃して帰国した。この時の捕虜が、高宮・忍海・佐廉・桑原という四邑に住んだ漢人らの始祖である、という。
忍海とは現在の奈良県葛城市であり、この地は葛城襲津彦を始祖とする葛城氏の勢力圏であった。葛城の王都・南郷遺跡群からは、水のまつりの祭祀場、武器工房、渡来人の住まいなどが配置された集落がみつかっており、葛城における渡来系集団の存在と、葛城襲津彦が、朝鮮半島南部の戦闘を経て、その捕虜を自らの領域である高宮・忍海・佐廉・桑原という四邑に住まわせたという件の状況との一致性を指摘する意見がある。

## 東漢氏への編入
雄略天皇の時代に行われた軍事力の中央集権化に伴い、土着の豪族に仕えていた渡来人達は東漢氏や秦氏に編入され直接朝廷に隷属することとなった。桑原・佐糜・高宮・忍海の漢人らも例外ではなく、彼らは仕えていた葛城氏が五世紀半ばに滅亡した後、東漢氏へと組み入れられた。この編入について、『新撰姓氏録』の逸文においては以下のように記されている。
阿知使主は日本に渡来した後、応神天皇に奏し、「旧居帯方の人民男女はみな才芸があるが、最近は百済と高句麗の間にあって去就に困っているため、これを呼び寄せたい」と進言、天皇は使者を派遣してその人民を勧誘し、帰化させたといい、こうして日本に渡来してきた二十の氏族の中に、高宮村主、忍海村主、佐味村主、桑原村主が含まれている。すなわち、高宮・忍海・佐廉・桑原の四邑の名を冠する村主姓の者がいたのである。
阿智王は阿智使主ともいわれ、中国後漢霊帝の三世孫とか四世孫で、後漢の滅亡に際して朝鮮の帯方郡に移住したと伝えるから、阿智使主に従って来た人たちはまさに漢人であり、高宮・忍海・佐廉・桑原の四邑には確かに漢人たちがいたことがわかる。また阿智使主は倭漢直の祖であるから、村主姓の者たちは倭漢直に統属された諸氏であった。

## 鍛冶技術者集団としての活動

### 元興寺の建設
西暦587年、蘇我馬子は元興寺(飛鳥寺)の建設を発願した。
「元興寺伽藍縁起并流記資財帳」に引用されている「塔露盤銘」には意奴弥首辰星なる者が元興寺の建設に携わり鍛冶を行ったと記されている。「意奴弥」（おぬみ）とは忍海の事であり、この辰星なる人物は忍海漢人の一人である。

### 新羅征討計画
聖徳太子の実弟来目皇子による第二次新羅征討計画（西暦602年 - 603年）において、推古天皇は忍海漢人を肥前国三根郡に派遣し、新羅征討の為の兵器を作る指揮を取らせた。これに由来して、この地は漢部（あやべ）郷と名付けられた。この名は綾部という形で現在でも地名や神社に残っている。
忍海漢人が選ばれた理由を福永酔剣は、指揮下で兵器製造を行なっていたのが韓鍛冶であったからではないかと推測している。

### 三田首五瀬
『続日本紀』によると「十二月辛卯。令対馬嶋冶金鉱」とあり、文武天皇の在位中、対馬において金が産出されるとされていたが、大伴御行は大和国忍海郡の雑戸三田首五瀬を対馬に派遣し、黄金を精錬させている。ところが、後年になって、これは五瀬の詐欺であったことが判明した。